# Кулак, Алексей Исидорович
Алексей Исидорович Кулак (1922—1984) — советский военнослужащий, полковник, сотрудник КГБ СССР, участник Великой Отечественной войны, Герой Советского Союза (1946). В 1990 году посмертно лишён всех званий и наград по обвинению в сотрудничестве с американской разведкой.

## Биография
Родился 27 марта 1922 года в Москве в белорусской рабочей семье. Окончил среднюю школу. В августе 1941 года был призван в Рабоче-крестьянскую Красную Армию. В 1942 году окончил ускоренные курсы Одесского артиллерийского училища, после чего с мая 1942 года находился на фронтах Великой Отечественной войны. К апрелю 1945 года имел звание старшего лейтенанта и занимал должность командира артиллерийского дивизиона 262-го лёгкого артиллерийского полка 20-й лёгкой артиллерийской бригады 2-й артиллерийской дивизии 6-го артиллерийского корпуса 5-й ударной армии 1-го Белорусского фронта.
Отличился во время Берлинской операции. 20-21 апреля 1945 года во время форсирования реки Мюленфлис стрелковыми подразделениями обеспечил его прикрытие артиллерийским огнём, а затем прикрывал их боевые действия собственно в Берлине. Несмотря на полученное в бою ранение, поле боя не покинул, продолжая выполнять боевую задачу.
15 мая 1946 года Указом Президиума Верховного Совета СССР за «образцовое выполнение боевых заданий командования на фронте борьбы с немецко-фашистским захватчиками и проявленные при этом мужество и героизм» старший лейтенант Алексей Кулак был удостоен звания Героя Советского Союза с вручением ордена Ленина и медали «Золотая Звезда» за номером 7043.
После войны продолжил службу в Советской Армии. Первое время он занимал должность коменданта небольшого немецкого городка в советской зоне оккупации. В 1947 году в звании капитана был уволен в запас. В 1953 году окончил Московский химико-технологический институт имени Менделеева. Работал ассистентом на кафедре химической физики Московского химико-технологического института им. Д. И. Менделеева. Защитил диссертацию, посвящённую радиоактивационному анализу и стал кандидатом химических наук. По окончании аспирантуры работал старшим научным сотрудником на кафедре радиационной химии.
В начале 1960 года поступил на службу в Комитет государственной безопасности СССР, был определён в нью-йоркскую резидентуру внешней разведки (Первого Главного Управления КГБ СССР), занимался в США агентурной работой по линии научно-технической разведки под агентурным псевдонимом «Федора». В 1962 году добровольно предложил свои услуги ФБР США. Сотрудничал с ним в период с 1962 по 1970 год. За это время он передал американской разведке различные сведения о сотрудниках советской разведки, работающих в Нью-Йорке, а также сведения об интересах КГБ в научно-технической и оборонной сферах. По некоторым данным, за шпионаж в пользу США Кулак получил около 100 тысяч долларов.
В 1977 году вернулся в Москву и вышел в отставку в звании полковника, продолжил работу в МХТИ им. Д. И. Менделеева в должности начальника научно-исследовательского отдела.
В начале 1980-х годов в КГБ СССР началось секретное расследование по «делу Федоры», но оно не было доведено до конца.

Могила Кулака на Кунцевском кладбище Москвы.

Скончался 25 августа 1984 года от злокачественной опухоли мозга. Был похоронен в Москве на Кунцевском кладбище с воинскими почестями.
Через год после смерти Кулака, в 1985 году, внешней разведкой КГБ СССР был завербован высокопоставленный американский разведчик Олдрич Эймс, который и сообщил советским органам госбезопасности сведения о шпионской деятельности покойного.
17 августа 1990 года Указом Президиума Верховного Совета СССР Алексей Кулак был посмертно лишён всех званий и наград, в том числе звания Героя Советского Союза. В 2022 году вандалы написали на могиле Кулака «Указом ВС СССР от 1990 года лишён воинского звания и наград (посмертно) за шпионаж в пользу США с 1962 года» с припиской «Иуда».

## Награды
- Медаль «Золотая Звезда» Героя Советского Союза № 7043 (15.05.1946)[7]
- Орден Ленина (15.05.1946)[7]
- Орден Александра Невского (13.04.1945)[7]
- Орден Красного Знамени (07.10.1944)[7]
- Орден Красного Знамени (?)[7]
- Орден Красной Звезды (20.03.1944)[7]
- Орден Красной Звезды (?)[7]
- Медаль «За оборону Ленинграда» (?)[7]
- Медаль «За взятие Берлина» (?)[7]
- Медаль «За победу над Германией в Великой Отечественной войне 1941—1945 гг.» (?)[7]